# Cassius Dio
Lucius (Claudius) Cassius Dio Cocceianus (ógörögül: Δίων ὁ Κάσσιος), (Nicea, 155 vagy 163/164 – 229 után) görög történetíró. Mint Dio Chrysostomos unokája gondos nevelésben részesült. Caracalla császár uralkodása alatt Rómába ment, ahol 190-ben már a szenátus tagja lett és 229-ben consullá választották. Commodus és Septimius Severus császár uralkodása alatt a legelőkelőbb állásokba és a legmagasabb hivatalokra jutott. Szigora miatt, melyet mint hadparancsnok gyakorolt, a praetorianusok fenyegetéseinek volt kitéve, így Septimius Severus császár utasítására consulsága alatt elhagyta Rómát, hamarosan pedig teljesen visszavonult a közügyektől. Fia, ifjabb Cassius Dio 291-ben szintén consul lett.

## Élete
Cassius Apronianus római senator fia, a bithyniai Niceában született és nevelkedett. A bizánci hagyomány úgy tartja, hogy Dio anyja Dión Khrüszosztomosz („aranyszájú Dio”) lánya vagy testvére volt, de ez valószínűleg csak a névhasonlóságon alapuló feltevés. A praenomenje Lucius, de egy 1970-ben Macedoniában talált felirat Cl. rövidítést tartalmaz, ami valószínűleg a Claudius praenomenre utal. Bár római polgár, magát görögnek tartotta. Dio mindig szülővárosát említi „hazaként”, ezzel szemben italiai villáját csak „tartózkodási helyként”.
Dio élete nagyobb részét a közszférában töltötte különböző hivatalok viselésével. Már Commodus idején senator lett és Smyrna kormányzója. Septimius Severus idején valamikor 205 körül consul suffectus, de ennek dátuma bizonytalan. Africa és Pannonia provinciák proconsulja. Severus Alexander nagy becsben tartotta, ennek következménye volt 229-es consulsága.

## Munkássága
Fő műve a Ῥωμαϊκὴ ἱστορία (Rómaiké isztoria), mely 80 könyvben tartalmazta Róma történetét a Város alapításától 229-ig. Ez az utolsó átfogó Róma-történet a Birodalom fennállása alatt. Historia Romana című művéből teljesen csak a 37-59 könyvek maradtak fenn, a többi kivonatokból ismert. Különböző forrásai változó értékűek, nem mentesek egyenetlenségektől, pártoskodásoktól; szereti a bőbeszédű szónoklatokat. Előadásmódját az annalisztikus tárgyalás jellemzi. Mindamellett nagy fontosságú különösen a római alkotmány, joggyakorlat és hadügy szempontjából.
Történetfilozófiáját a késő antik sorshiedelem hatja át, szívesen beszél álmokról, csodajelekről. Róma korábbi történetéhez képest saját korát élénkebben, élvezetesebben festi meg, erre vonatkozóan elsőrendű forrás. A monarchia feltétlen híve, de egyes császárokkal szemben kritikus.
Első kiadása Stephanus Robertustól való (Páris 1548), legjobb a Fabricius és Reimrusé (Hamburg 1751-1752. 2 kötet).

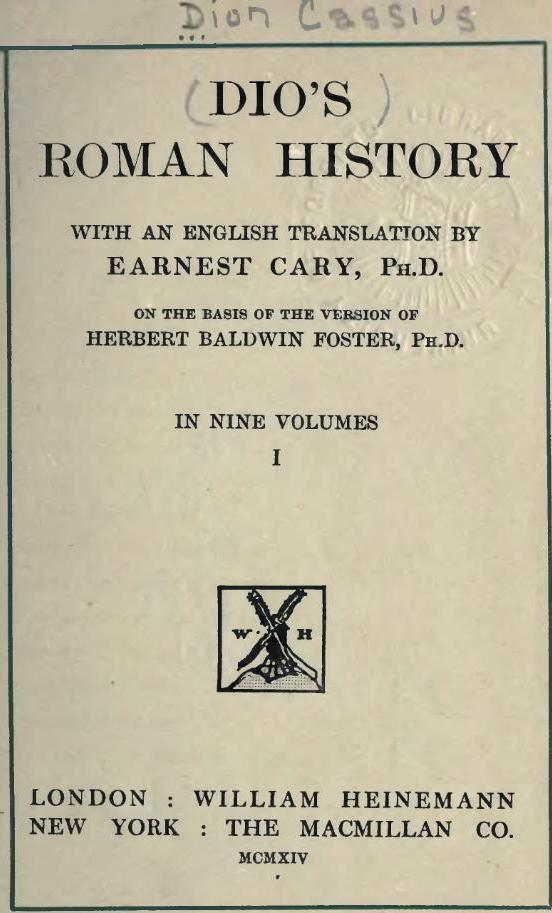
Római történet című munkája címlapja

## Magyarul megjelent művei
Teljes fordítása nincs magyar nyelven.
- Részletek IN: Római történeti chrestomathia (szerk. Marót Károly), Nemzeti Tankönyvkiadó Rt., Budapest, 1997, ISBN 963-18-7716-7, 161–163., 187–192. o.
- Marcus Aurelius életrajza; ford. Huszti József, átdolg., jegyz., utószó Steiger Kornél; In: Marcus Aurelius elmélkedései. Cassius Dio Cocceinas Marcus-életrajzával. Atlantisz Kiadó, Budapest, 2016 (A kútnál) ISBN 9789639777392